# Scooter (band)
 For alternative betydninger, se Scooter (flertydig). (Se også artikler, som begynder med Scooter)
Scooter er en tysk techno hard dance gruppe grundlagt i Hamborg i 1993, og har solgt over 25 millioner album og indtjent over 80 guld og platin awards. Scooter betragtes som den mest succesfulde tyske single-record akt med 23 top ti hits. Gruppen består i øjeblikket af medlemmerne H.P. Baxxter, Michael Simon og Etnik Zarari. Selv om de fleste af gruppens tidlige indspilninger er happy hardcore og hard trance, har Scooter eksperimenteret med andre genrer som hardstyle og jumpstyle, og af og til hip hop, hard rock, house og dubstep.
Blandt deres mest velkendte sang er "Hyper Hyper", "Move Your Ass!", "Friends", "Endless Summer", "Back in the U.K.", "I'm Raving", "Fire", "How Much Is the Fish?", "Ramp! (The Logical Song)", "Nessaja", "Weekend!", "Maria (I Like It Loud)", "One (Always Hardcore)" og "The Question Is What Is the Question?".

## Bandet

### Aktuel
- Hans-Peter Geerdes (H.P. Baxxter, 1993-nu) – vokaler, guitarer
- Michael Simon (2006-nu)- keyboards

### Tidligere medlemmer
- Sören Bühler (Ferris Bueller, 1993-1998) – keyboards
- Axel Broszeit (Axel Coon, 1998-2002) – keyboards
- Jürgen Frosch (Jay Frog, 2002-2006) – keyboards
- Hendrik Stedler (Rick J. Jordan, 1993-2014) – keyboards

### Gæster
- Mark Acardipane (medvirkede på singlen "Maria (I Like It Loud)" fra 2003)
- Dick Rules (medvirkede på singlen "Maria (I Like It Loud)")
- Jimmy Pop (fra Bloodhound Gang) (medvirkede på "The Shit That Killed Elvis" fra 2007)
- Jeff "Mantas" Dunn (medvirkede som guitarist på hele Who's Got The Last Laugh Now Tour 2006, samt på singlen "Behind The Cow" og "Does The Fish Have Chips")
- Fatman Scoop (medvirkede på singlen "Behind The Cow" fra 2007)
- Vicky Leandros (medvirkende på singlen "Ces't Bleu" fra 2011)

## Diskografi

### Album
- 1995: ...And The Beat Goes On!
- 1996: Our Happy Hardcore
- 1996: Wicked!
- 1997: Age Of Love
- 1998: No Time to Chill
- 1999: Back to the Heavyweight Jam
- 2000: Sheffield
- 2001: We Bring the Noise!
- 2003: The Stadium Techno Experience
- 2004: Mind the Gap
- 2005: Who's Got the Last Laugh Now?
- 2007: The Ultimate Aural Orgasm
- 2007: Jumping All Over the World
- 2009: Under the Radar Over the Top
- 2011: The Big Mash Up
- 2012: Music for a Big Night Out
- 2014: The Fifth Chapter
- 2016: Ace
- 2017: Scooter Forever
- 2021: God Save the Rave
- 2024: Open Your Mind and Your Trousers

### Best-Of-Albums
- 1998: Rough and Tough and Dangerous – The Singles 1994-1998
- 2002: Push the Beat for This Jam (The Second Chapter)
- 2002: 24 Carat Gold

### Live-Albums
- 2002: Encore – Live & Direct
- 2004: 10th Anniversary Concert (kun til rådighed som Download)
- 2006: Excess All Areas

### Singler
| - 1993: "Vallée De Larmes" - 1994: "Hyper Hyper" - 1994: "Hyper Hyper – Remixes" - 1995: "Move your Ass" - 1995: "Move your Ass – Remixes" - 1995: "Friends" - 1995: "Endless Summer" - 1995: "Endless Summer – Remixes" - 1995: "Back in the U.K." - 1995: "Back in Ireland" (fås kun i Irland) - 1995: "Back in the U.K. – Remixes" - 1996: "Let me be your Valentine" - 1996: "Let me be your Valentine – Remixes" - 1996: "Rebel Yell" - 1996: "I'm Raving" - 1996: "I'm Raving – Remixes" | - 1996: "Break it up" - 1997: "Fire" - 1997: "Fire – Remixes" - 1997: "The Age of Love" - 1997: "The Age of Love – Remixes" - 1997: "No Fate" - 1998: "How Much Is the Fish?" - 1998: "We Are the Greatest"/"I was made for Lovin' you" - 1999: "Call Me Mañana" - 1999: "Faster Harder Scooter" - 1999: "Fuck the Millennium" - 1999: "Maria (I Like It Loud)" - 2000: "I'm Your Pusher" - 2000: "She's the Sun" - 2001: "Posse (I Need You on the Floor)" - 2001: "Aiii Shot the DJ" | - 2001: "Ramp! (The Logical Song)" - 2002: "Nessaja" - 2003: "Weekend!" - 2003: "The Night" - 2003: "Jigga Jigga!" - 2004: "Shake That!" - 2004: "One (Always Hardcore)" - 2005: "Suavemente" - 2005: "Hello! (Good to Be Back)" - 2005: "Apache Rocks the Bottom!" - 2007: "Behind the Cow" - 2007: "Lass uns Tanzen" - 2007: "The Question Is What Is the Question" - 2007: "And No Matches" - 2008: "Jumping All Over the World" - 2009: "J'adore Hardcore" | - 2009: "Ti Sento" - 2009: "The Sound Above My Hair" - 2010: "Stuck on Replay" - 2011: "Friends Turbo" - 2011: "The Only One" - 2011: "David Doesn't Eat" - 2011: "Ces't Bleu" - 2012: "It’s a Biz (Ain’t Nobody)" - 2012: "4 AM" - 2012: "Army of Hardcore" - 2014: "Bigroom Blitz" - 2014: "Today" - 2014: "Can't Stop the Hardcore" - 2014: "Radiate" - 2015: "Riot" - 2016: "Oi" - FCK 2020 |

### Videoer
- 1996: Happy Hardcore Clips – and the Show Goes On! (VHS)
- 1998: Rough & Tough & Dangerous (VHS)
- 2002: Encore (The Whole Story) (Dobbel-DVD)
- 2002: 24 Carat Gold (Dobbelt-DVD) (samme indhold som i Encore (The Whole Story). Kun coveret er anderledes, fås kun i Holland/Belgien)
- 2006: Excess All Areas (Dobbelt-DVD)

### Remixes
- Ultra Sonic – "Check Your Head" (Scooter Remix) (1995)
- Interactive – "Living Without Your Love" (Scooter Remix) (1995)
- Shahin & Simon – "Do the Right Thing" (Scooter Remix) (1995)
- Shahin & Simon – "Do the Right Thing" (Scooter Radio Remix) (1995)
- Modern Talking – "Win the Race" (Scooter Remix) (2001)
- Marc Et Claude – "Loving You" (Ratty Remix) (2001)
- Gouryella – "Tenshi" (Ratty Remix) (2001)
- Starsplash – "Wonderful Days 2001" (Ratty Remix) (2001)
- ATB – "Hold You" (Ratty Mix) (2001)
- Ron Van Den Beuken – "Timeless" (Ratty Full On Vocals Remix) (2003)
- Ron Van Den Beuken – "Timeless" (Ratty Dub Mix) (2003)
- Einmusik – "Jittery Heritage" (Scooter Remix) (2005)
- Bloodhound Gang – "Uhn Tiss Uhn Tiss Uhn Tiss" (Scooter Remix) (2005)
- Deichkind - "Remmidemmi (Yippie Yippie Yeah)" (Scooter Remix) (2006)
- Darren Styles vs Ultrabeat - "Discolights" (Scooter Remix) (2008)

## Turnéer
| Year      | Tour Title                                          |
| 1996      | Age Of Love Tour                                    |
| 1998      | No Time to Chill Tour                               |
| 1999      | Back to the Heavyweight Jam Tour                    |
| 2000      | Sheffield Tour                                      |
| 2002      | Push the Beat for This Jam Tour                     |
| 2004      | We Like It Loud Tour                                |
| 2006      | Who's Got the Last Laugh Now? Tour                  |
| 2007      | Lass uns Tanzen Club Tour                           |
| 2007      | The Ultimate Aural Orgasm Australian Club Tour Tour |
| 2008      | Jumping All Over the World Tour Tour                |
| 2010      | Under the Radar Over the Top Tour                   |
| 2010      | Stuff the Turkey X-mas Tour                         |
| 2011      | The Stadium Techno Inferno                          |
| 2012      | The Big Mash Up Tour                                |
| 2014      | 20 Years of Hardcore Tour                           |
| 2016      | Can't Stop The Hardcore Tour                        |
| 2017–2018 | 100% Scooter Wild & Wicked Tour                     |
| 2020–2023 | God Save the Rave Tour                              |
| 2024      | Thirty, Rough and Dirty! Tour                       |